# Abraham ben Isaac de Narbonne
Pour les articles homonymes, voir Rabad.
Abraham ben Isaac de Narbonne (hébreu : רבי אברהם ב"ר יצחק אב בית דין מנרבונא Rabbi Avraham beiRabbi Itzhak Av Beit Din miNarbona) ou de Lunel, dit Raabad Hasheni (hébreu : ראב"ד השני « le second Raabad », Raabad étant ici l’acronyme de Rabbenou Av Bet Din), est un rabbin et kabbaliste provençal du XIIe siècle (Montpellier, 1110 - Narbonne, 1179).

## Éléments biographiques
Il fait ses études à Narbonne, sous la tutelle d’Isaac ben Mervan Halevi, puis à Barcelone. À son retour à Narbonne, il est nommé président du tribunal rabbinique (Av bet Din), qui compte neuf membres, parmi lesquels Todros ben Moshe et Meshoullam ben Nathan.
Il dirige en outre la yeshiva de Narbonne, où il a pour élèves Abraham ben David de Posquières (le troisième Raabad), qui deviendra son gendre, et Zerahia Gerondi. Talmudiste brillant, il passe également pour recevoir de fréquentes visites du prophète Élie qui lui dévoile les secrets de la Kabbale.

## Œuvre
Abraham ben Isaac a écrit des commentaires talmudiques, dont seul celui sur Baba Batra a été conservé, et des responsa. Son œuvre la plus connue est le Sefer HaEshkol (Livre de l’Agrégat) , un code de loi suivi en son temps par l’ensemble des communautés juives du Sud de la France.
Ses idées influenceront également Moïse Nahmanide et Nissim Gerondi.